# Ocros (tỉnh)
Tỉnh Ocros (tiếng Tây Ban Nha: Provincia de Ocros) là một tỉnh thuộc vùng Ancash của Peru. Tỉnh Ocros có diện tích 1945 km², dân số thời điểm theo điều tra dân số ngày 11 tháng 7 năm 1993 là 7039 người. Tỉnh lỵ đóng ở Ocros.